# امامزاده حسن (تهران)
امامزاده حسن در خیابان امین‌الملک میان پل امامزاده معصوم و سه راه آذری، در منطقهٔ ۱۷ شهر تهران واقع شده‌است.

بر اساس شجره‌نامه موجود، امامزاده حسن از نوادگان حسن مجتبی و پسر عموی شاه‌عبدالعظیم بوده‌است. بقعه وی دارای گنبد و بارگاه و صحن وسیعی می‌باشد. ورودی این بنا به طرف شمال قرار دارد و اطراف آن را صحن فرا گرفته‌است. بین رواق و حرم، در خاتم بسیار عالی نصب گردیده‌است که بر روی آن با خطوط نستعلیق امامزاده حسن را فرزند حضرت امام حسن مجتبی (ع) معرفی کرده که تاریخ ۱۲۷۶ هجری قمری دارد.
بالای دیوارهای حرم حاشیه‌ای پهن مشتمل بر کتیبه قرآنی است که به خط ثلث و برجسته به رنگ طلایی بر زمینه لاجوردی گچ‌بری شده‌است. گنبد بقعه با ترکیبی متناسب و موزون از کاشی‌های سفید و فیروزه‌ای بر زمینه مشکی و کتیبه‌ای قرآنی در دور تا دور پوشیده شده و کتیبه آن نشان می‌دهد که مربوط به زمان ناصرالدین شاه قاجار است.
رواق و حرم دارای تزیینات مقرنس کاری و آیینه کاری است. تزیینات آینه کاری در سال ۱۳۵۸ شمسی توسط هنرمند معاصر محمدرضا نوید انجام گرفته‌است. در میان ضریح صندوق چوبی مشتمل بر کتیبه‌ای به خط نستعلیق اشعار و صلوات بر چهارده معصوم به‌طور بر جسته بر روی مرقد مطهر قرار دارد که از آثار زمان فتحعلی شاه قاجار است. در سال‌های اخیر در این بقعه طرح جامع عمرانی در حال اجرا است و دو شبستان وسیع، هر یک به مساحت یکهزار متر مربع در طرفین بقعه احداث گردیده‌است.